# Onthophagus hageni
Onthophagus hageni là một loài bọ cánh cứng trong họ Bọ hung (Scarabaeidae).